# Пристань на том берегу
«Пристань на том берегу» — советский телефильм 1971 года режиссёра Соломона Шустера по рассказу Юрия Нагибина «Перекур».

## Сюжет
Алексей Климов спустя годы после войны никак не может забыть девушку Марусю, которую встретил на фронте будучи молоденьким лейтенантом. Но тогда война разлучила их. Спустя много лет он, разыскав Марусю, приезжает к ней в гости. Они понимают, что до сих пор любят друг друга. Но счастье их теперь может состояться только ценой несчастья близких людей.

## В ролях
- Инна Гулая — Маруся
- Станислав Любшин — Алексей Климов
- Олег Корчиков — Фёдор
- Антонина Бендова — Ася
- Майя Булгакова — Лида
- Жанна Владимирская — ленинградка в эвакуации, музыкантша
- Гелена Ивлиева — пассажирка теплохода с грудным ребёнком
- Пантелеймон Крымов — батальонный комиссар
- Виолетта Жухимович — эпизод
- Иван Краско — эпизод

## Литературная и реальная основа
В основе сюжета — повесть «Перекур» писателя Юрия Нагибина, впервые напечатана в журнале «Наш современник» № 4 за 1969 год.
Как указывал позднее автор, поводом стал реальный случай — в 1942 году на Волховском фронте он был расквартирован в деревне:

я встретил Марусю, самую красивую девушку в мире. …я ведь не знаю ее судьбы. Тут много выдуманного, а правда в прелести Маруси и в том, что наш роман остался незавершенным

## Песни из фильма
В фильме звучат песни:
- «Дружба» (муз.: В. Сидоров; сл.: А. Шмульян)
- «Я верю, друзья» (муз.: О. Фельцман; сл.: В. Войнович)

Также звучит инструментальная версия песни «В землянке».

## Критика
История не сложившейся в военное время любви обретает напряженную глубину благодаря ретроспекциям, то повествовательным, проясняющим фабулу, то субъективно-созерцательным, открывающим внутренние переживания героя. Необычное нарративное строение фильма художественно оправдывается характером главного героя, одновременно углубляя его, — интроверта, погруженного в себя, в созерцание своих чувств нерешительного мужчины. Интонация рефлексивного размышления-воспоминания, присущая фильму, подкрепляется свойственной ранним черно-белым картинам С. Шустера изобразительной манерой контрастного освещения, активно драматизирующего пространство и портретные характеристики. В «Пристани на том берегу» память словно выхватывает неровным светом из темноты пространства фигуры и лица.